# Budynek Muzeum Górnośląskiego w Bytomiu
Budynek Muzeum Górnośląskiego w Bytomiu – budynek użyteczności publicznej wzniesiony w stylu funkcjonalizmu w latach 1929–1930 w Bytomiu, wpisany do rejestru zabytków nieruchomych województwa śląskiego, siedziba Muzeum Górnośląskiego w Bytomiu. 

## Historia
Plany rozbudowy urbanistycznej Bytomia, pozostającego po I wojnie światowej w granicach państwa niemieckiego, obejmowały stworzenie przy ówczesnym Moltkeplatz (dzisiejszy plac Jana III Sobieskiego) gospodarczego i kulturalnego centrum Bytomia – miał tu powstać m.in. gmach Uniwersytetu Ludowego. Ostatecznie inwestycja została zrealizowana tylko częściowo – wzniesiono jedynie masywny gmach szkoły budowlanej oraz budynek muzeum. Miejsce pod budowę muzeum to historycznie teren gospodarstwa chłopskiego i późniejszego targowiska. 
Miasto, w odpowiedzi na decyzję o budowie gmachu Muzeum Śląskiego w Katowicach, która zapadła w styczniu 1929 roku, planowało wznieść wielofunkcyjny budynek przy Moltkeplatz. Poza agendami bankowymi pomieściłby: muzeum, bibliotekę miejską i młodzieżową, placówkę doradczą oraz publiczne toalety. 
Projekt budynku Miejskiej Kasy Oszczędności (niem. Städtische Kassen- und Verwaltungsgebäude) został zatwierdzony przez bytomską deputację budowlaną 13 czerwca 1928 roku. Koszt budowy oszacowano na 1 milion marek (ostateczny koszt wyniósł ponad 1,411 mln marek). 3 lipca 1928 roku rada miejska uchwaliła realizację tego przedsięwzięcia. Projekt gmachu wykonał miejski urząd budowlany pod kierunkiem Alberta Stütza, miejskiego radcy budowlanego. Zasadniczy projekt architektoniczny w stylu funkcjonalizmu wykonał Herbert Hettler, rejencyjny mistrz budowlany. Wnętrza i ich wyposażenie zaprojektował Hans Brandt z Berlina. Inwestycja była niemal w całości finansowana przez Miejską Kasę Oszczędności, która do tej pory mieściła się na pierwszym piętrze ratusza w Bytomiu w niewielkich pomieszczeniach. Roboty ziemne ruszyły w połowie kwietnia 1929 roku, natomiast roboty konstrukcyjne zaczęto pod koniec maja 1929 roku. Pracami kierowali miejski mistrz budowlany Oblonczek i Hutta, pełnomocnik miejski, wykonawcą generalnym była firma P. Stasch. Dopiero 28 maja 1930 roku wydano zezwolenie na budowę, gdy budynek był już w stanie surowym. Pomieszczenia dla banku oddano do użytku 25 sierpnia 1930 roku. Muzeum przeprowadziło się do nowego gmachu w czerwcu 1931 roku, gdy kierownikiem muzeum był Walther Matthes. Otwarto je wraz z biblioteką w tym samym roku, oficjalne otwarcie muzeum nastąpiło 24 października 1932 roku, natomiast biblioteki w grudniu 1931 roku. Kanclerz Rzeszy, Heinrich Brüning odwiedził nową bibliotekę na początku stycznia 1931 roku, gdzie witał go bytomski burmistrz Adolf Knakrick. 
Ekspozycja muzealna obejmowała w 1939 roku wystawy stałe: ekspozycję dotyczącą kultury i przemysłu na pierwszym i drugim piętrze, ekspozycję przyrodniczą na trzecim piętrze, wystawy czasowe na czwartym piętrze oraz prezentacje studialne w obrębie klatki schodowej. Rocznie około 80–90 tys. osób odwiedzało muzeum, do którego wstęp był bezpłatny od 1 lipca 1934 roku. Bytom w zakresie oferty dydaktycznej zajął wówczas czołowe miejsce wśród miast górnośląskich, wyprzedzając nawet Opole, wówczas stolicę prowincji. W budynku ostatecznie pomieszczono poza bankiem, biblioteką i muzeum: państwową poradnię biblioteczną prowincji górnośląskiej, urząd oświaty ludowej i uniwersytet ludowy (przemianowano go w 1935 roku na placówkę kształcenia narodowego). W 1937 roku w budynku utworzono miejską szkołę śpiewu.
Od 1 kwietnia 1937 roku prowincja górnośląska zarządzała i utrzymywała muzeum, które wcześniej było pod opieką miasta. Podczas II wojny światowej w muzeum przechowywano zbiory zlikwidowanego przez Niemców Muzeum Śląskiego w Katowicach, które następnie trafiły na zachód Górnego Śląska. Na skutek działań wojennych i podejścia wojska radzieckiego budynek został uszkodzony, część zbiorów uległa rozproszeniu i zniszczeniu. 
Po zakończeniu wojny gmach był siedzibą Muzeum Śląskiego w Bytomiu, które po upaństwowieniu w 1950 roku przemianowano na Muzeum Górnośląskie w Bytomiu. Współcześnie w gmachu muzeum są prezentowane cztery wystawy stałe: Galeria Malarstwa Polskiego, Z życia ludu śląskiego XIX-XX wieku, Przyroda Górnego Śląska (tymczasowo zamknięta) oraz od 2021 roku: Ślad pokoleń. Od synagogi do Żydowskiego Domu Modlitwy w Bytomiu. W budynku znajduje się także biblioteka fachowa, gromadząca m.in. druki o tematyce śląskiej, a zwłaszcza bytomskiej oraz starodruki. 
4 czerwca 2012 roku gmach został wpisany do rejestru zabytków nieruchomych województwa śląskiego pod numerem A/379/12 (jednak decyzja ta została uchylona przez Ministra Kultury i Dziedzictwa Narodowego). W drugiej dekadzie XXI wieku na parterze budynku utworzono „świetlicę muzealną” dla dzieci. W 2020 roku otworzono kapsułę czasu z 1929 roku, która znajdowała się w kamieniu węgielnym. 6 grudnia 2022 roku budynek Muzeum Górnośląskiego został ponownie wpisany do rejestru zabytków nieruchomych województwa śląskiego pod numerem A/1097/22 (wpis objął budynek wraz z zewnętrznymi schodami oraz teren całej działki ewidencyjnej nr 27). W 2023 roku rozpoczęto remont dachu muzeum oraz wybranych instalacji.

## Architektura
Gmach muzeum znajduje się w południowej części placu Jana III Sobieskiego w Bytomiu. Składa się on z dwóch skrzydeł (ekspozycyjnego i administracyjnego) połączonych przewiązką, niższą od obu skrzydeł o jedną kondygnację. Skrzydło administracyjne przylega do budynku Miejskiej Biblioteki Publicznej, przy wejściu do niego zachował się konowiąz. Budynek ma dwa wewnętrzne dziedzińce. Powierzchnia zabudowy wyniosła 2 302 m², natomiast pierwotna kubatura budynku to 39 944,01 m³ (bank i muzeum) i 13 874 m² (biblioteka i pozostałe instytucje kulturalne). Ściany wzniesiono z cegły z Patoki i Bytomia oraz z pustaków. 
Elewację pokrywa klinkierowa cegła licówka, znajdował się na niej neon z nazwą banku. Filary, fronton oraz inne detale wykonano z ciosanego wapienia muszlowego. Rastrową fasadę w stylu Neues Bauen tworzy żelbetowa kratownica wsparta na filarowym portyku (niczym „klasyczna” kolumnada filarowa) zakończona oblicowanym cegłą korpusem, a dwie dolne wycofane kondygnacje tworzą podcienie.
Od północy w przyziemiu znajdowała się czytelnia biblioteczna, natomiast od południa pomieszczono salę operacyjną banku. W bocznym skrzydle była biblioteka młodzieżowa i czytelnia dla dzieci. Na trzecim piętrze z przeszklonym dachem znalazła się galeria malarstwa. W podziemiach znajdowało się pomieszczenie socjalne dla pracowników banku z fontanną. We wnętrzu części ekspozycyjnej znajduje się eliptyczna klatka schodowa. Do międzywojennego wystroju budynku należały m.in. portret Paula von Hindenburga autorstwa Rudolfa Huthsteinera, trzy obrazy malarza Otta, rycina autorstwa Lubeckiego, a także dziewięć zegarów Oswald.

## Galeria

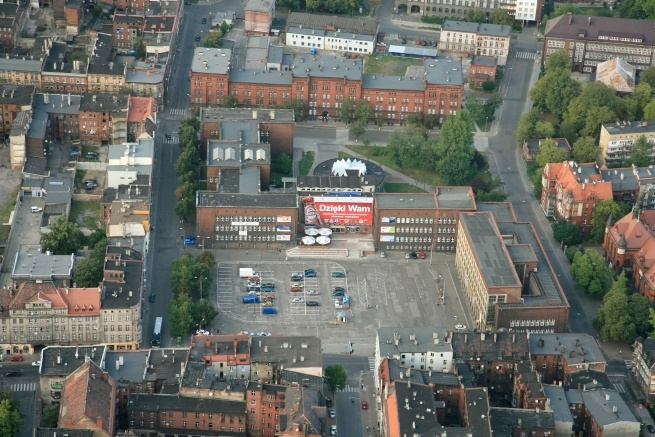
Plac Jana III Sobieskiego z lotu ptaka
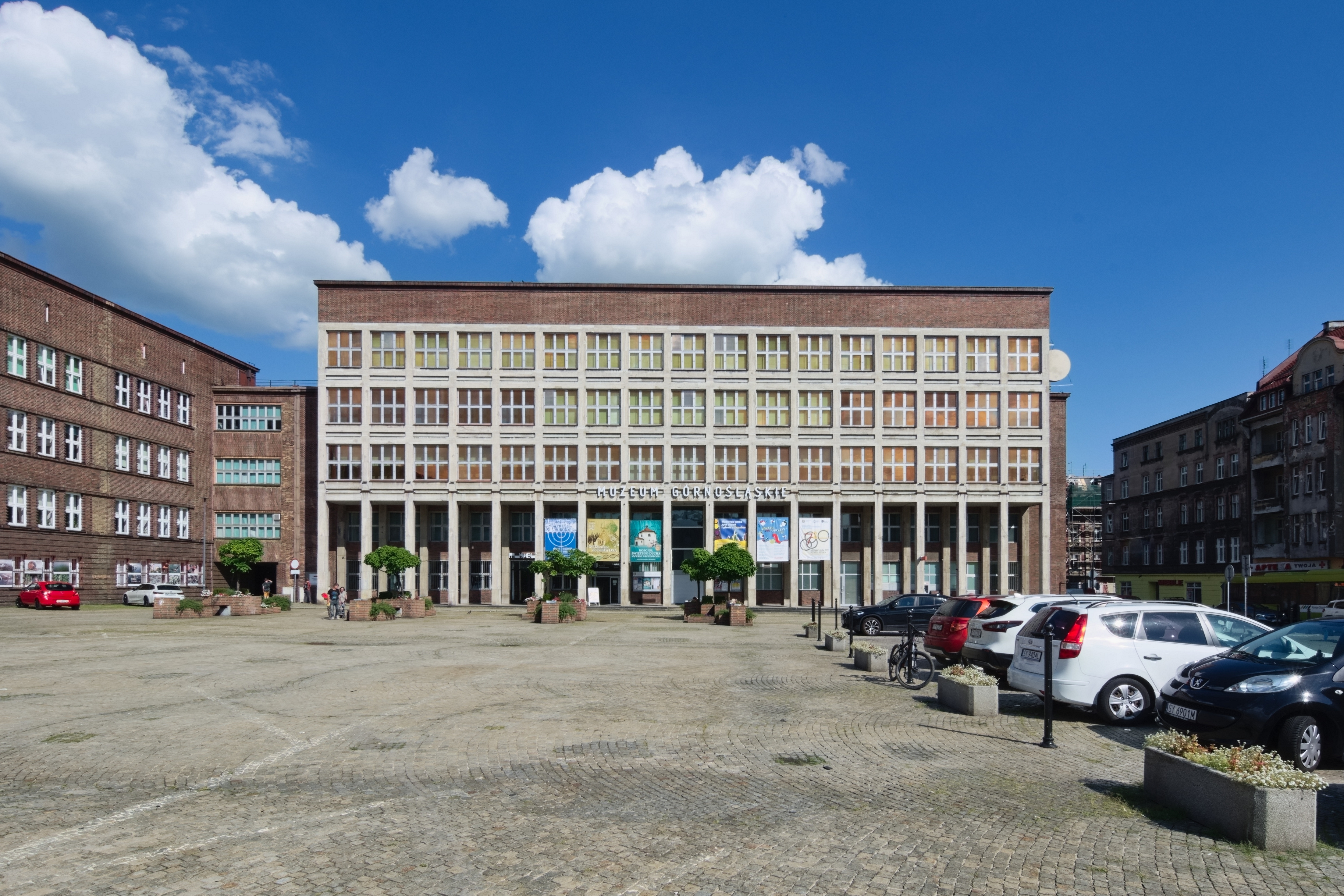
Skrzydło ekspozycyjne (2022)
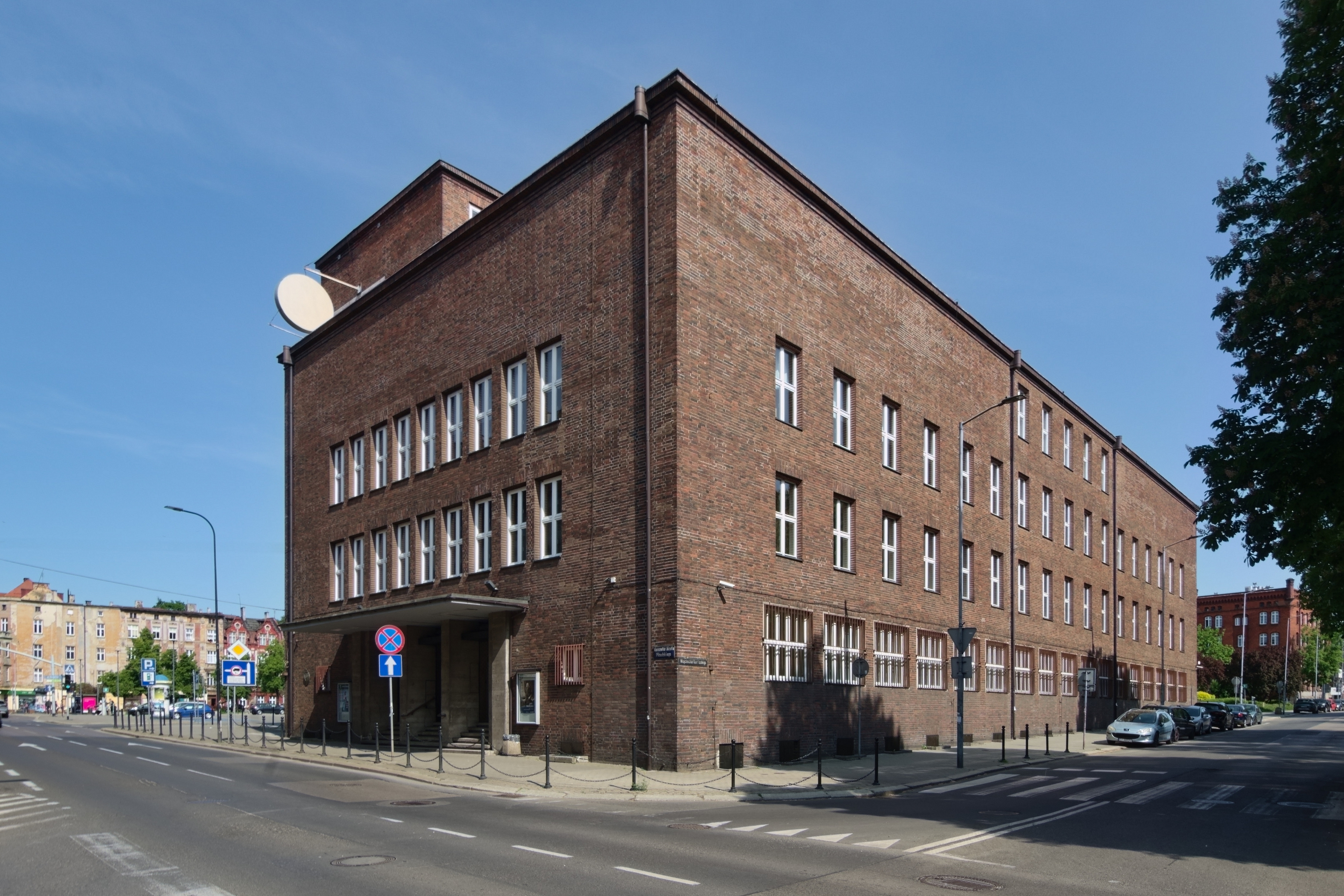
Skrzydło ekspozycyjne, widok z południowego wschodu (2023)
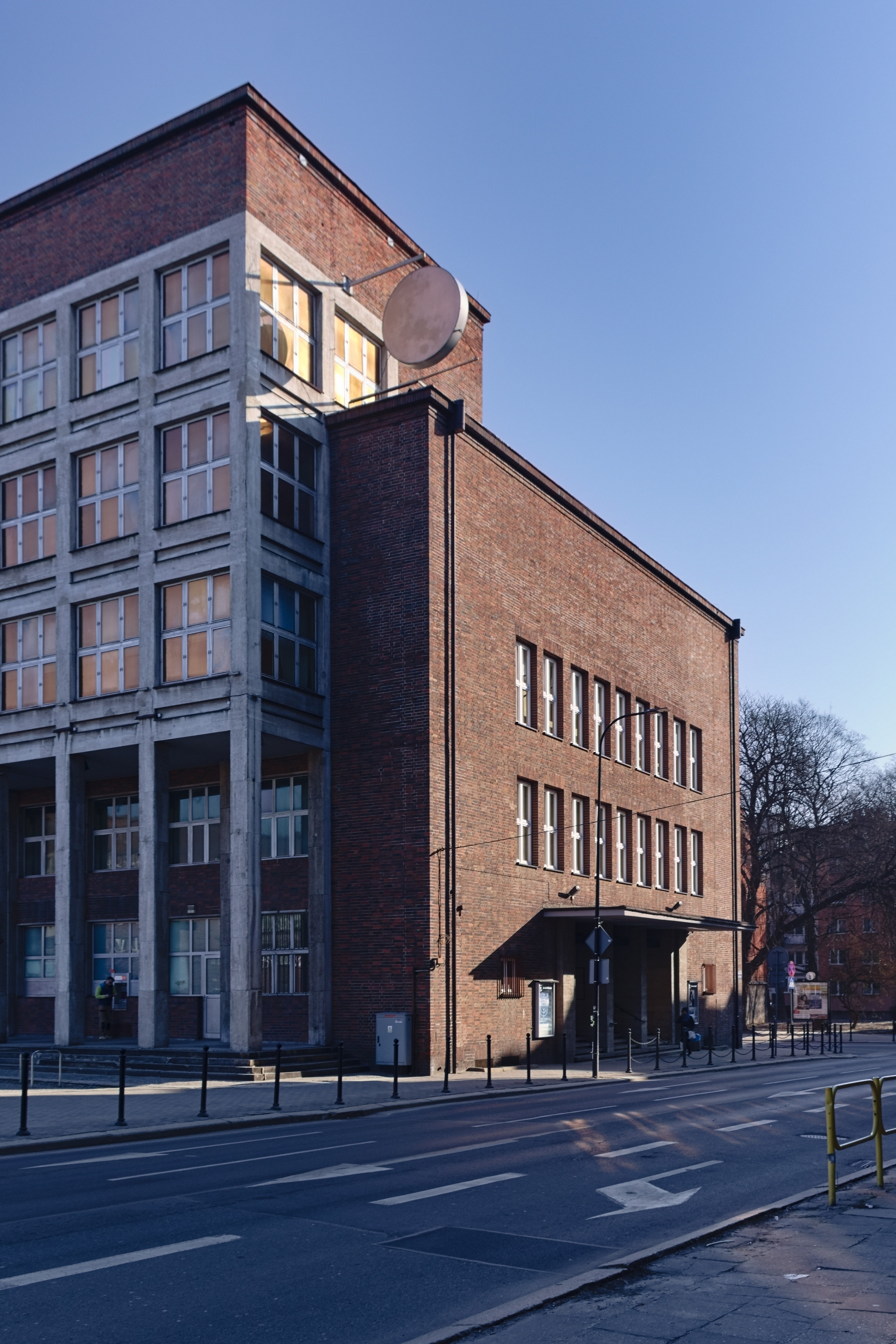
Elewacja południowa skrzydła ekspozycyjnego (2022)
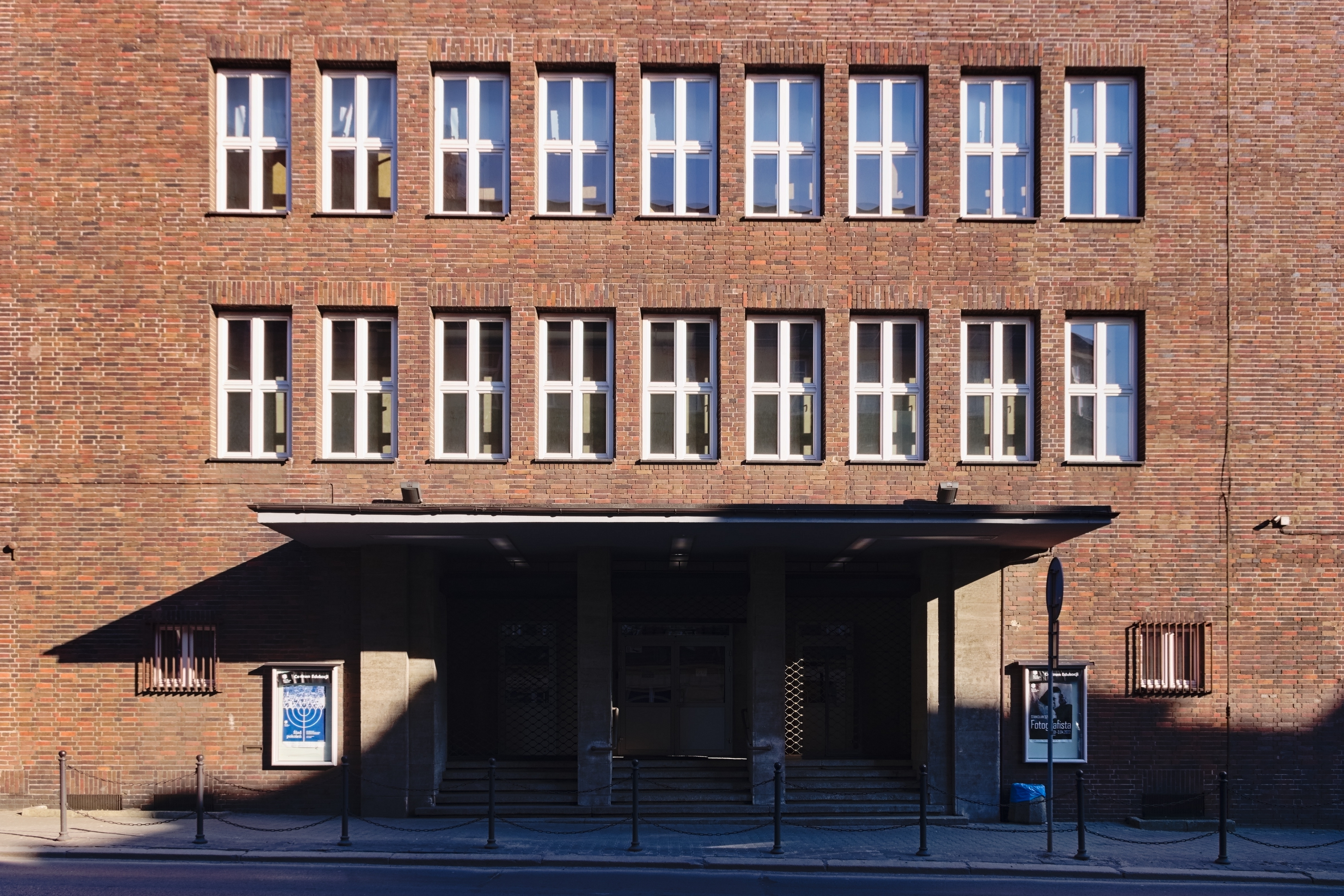
Elewacja południowa skrzydła ekspozycyjnego (2022)
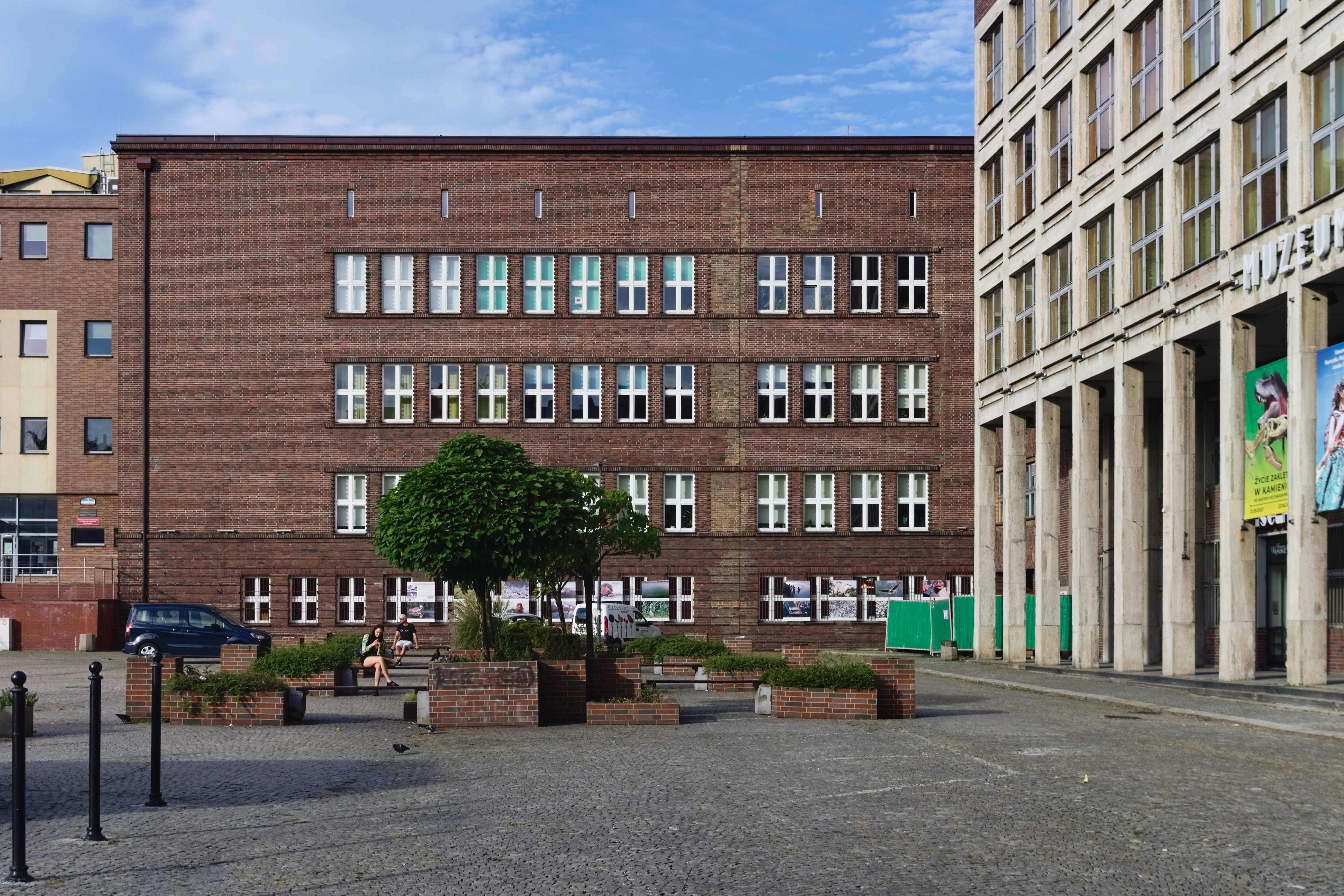
Skrzydło administracyjne (2023)
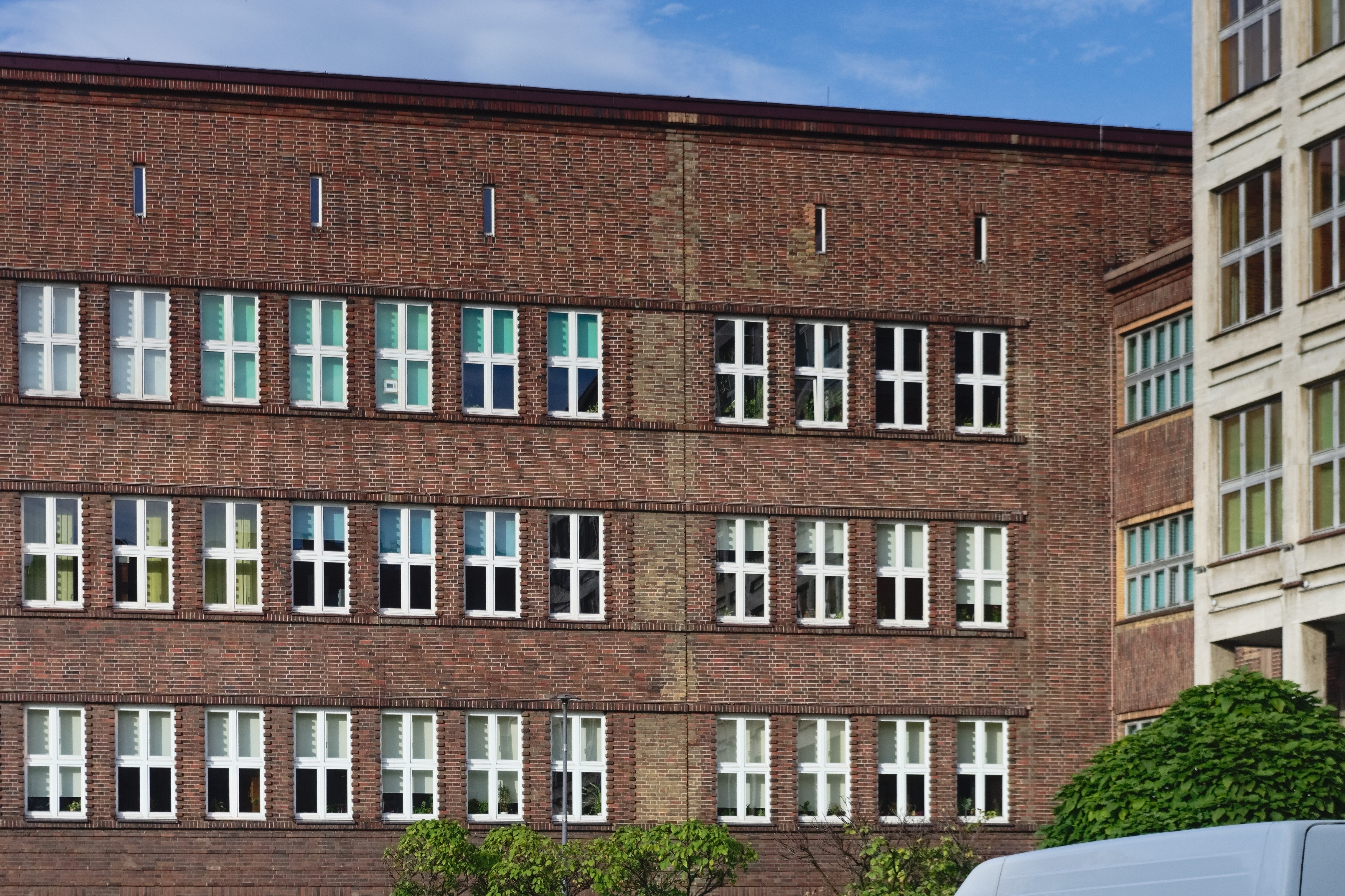
Zamurowane okna, skrzydło administracyjne (2023)
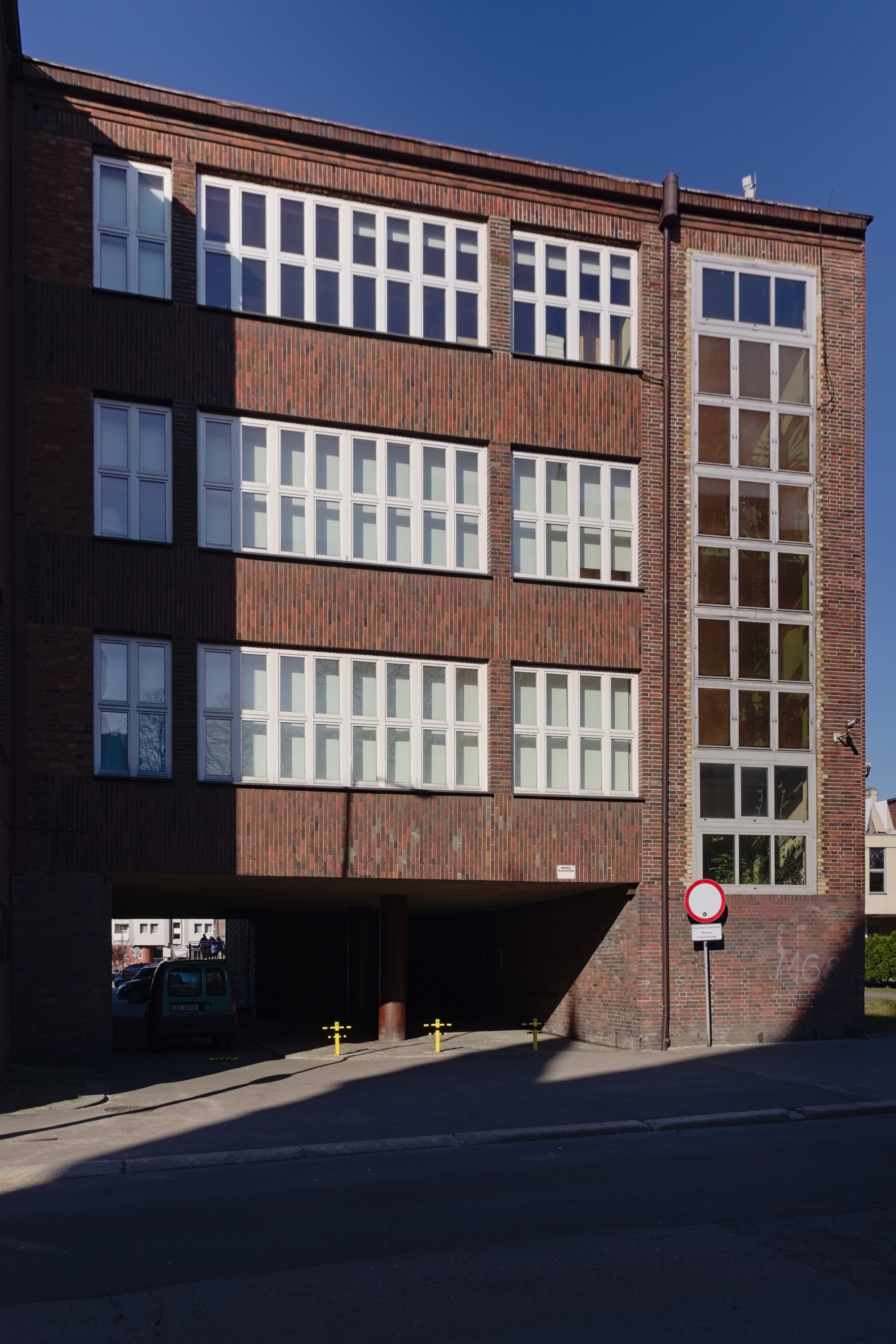
Przewiązka (2022)
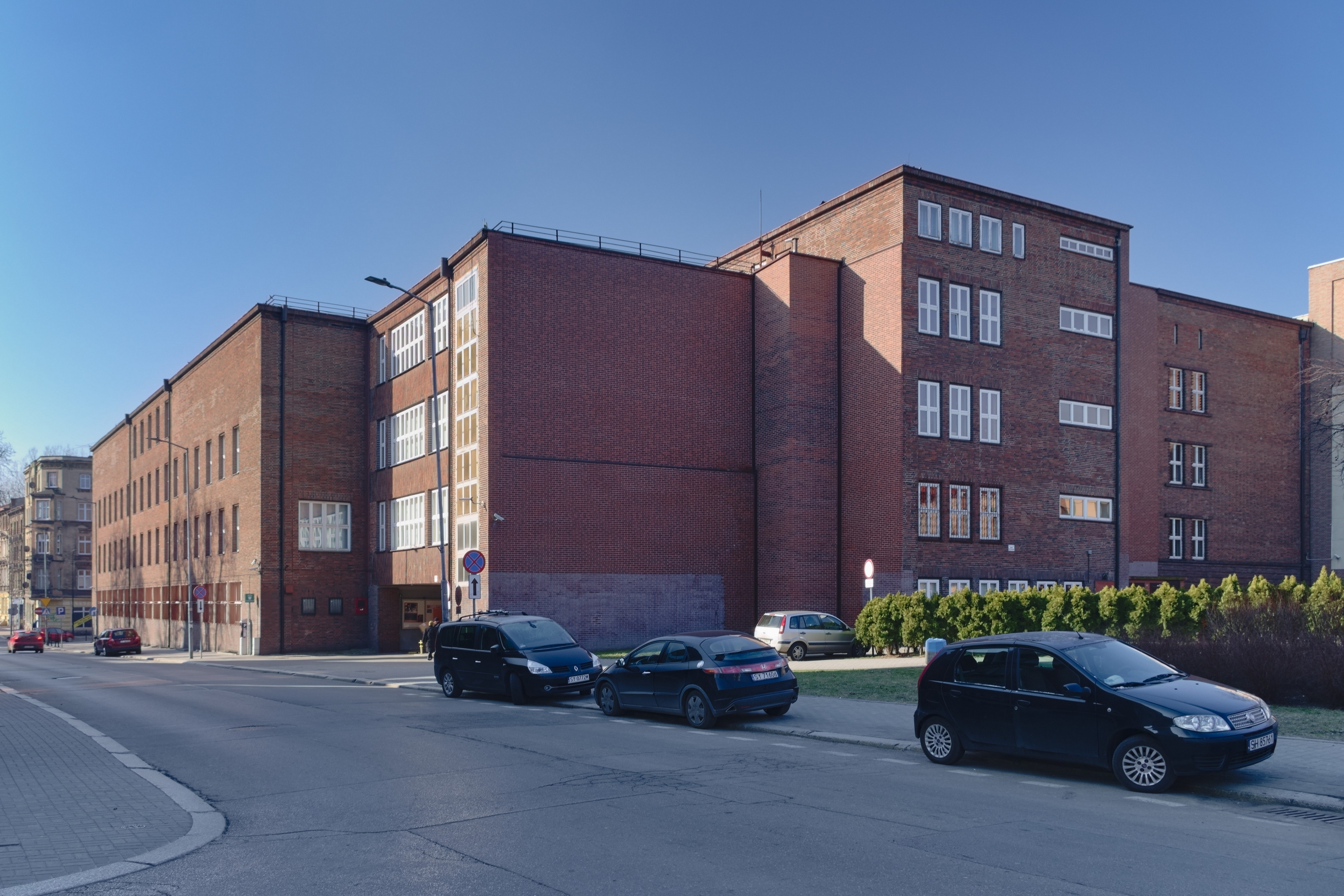
Widok od północnego wschodu (2022)
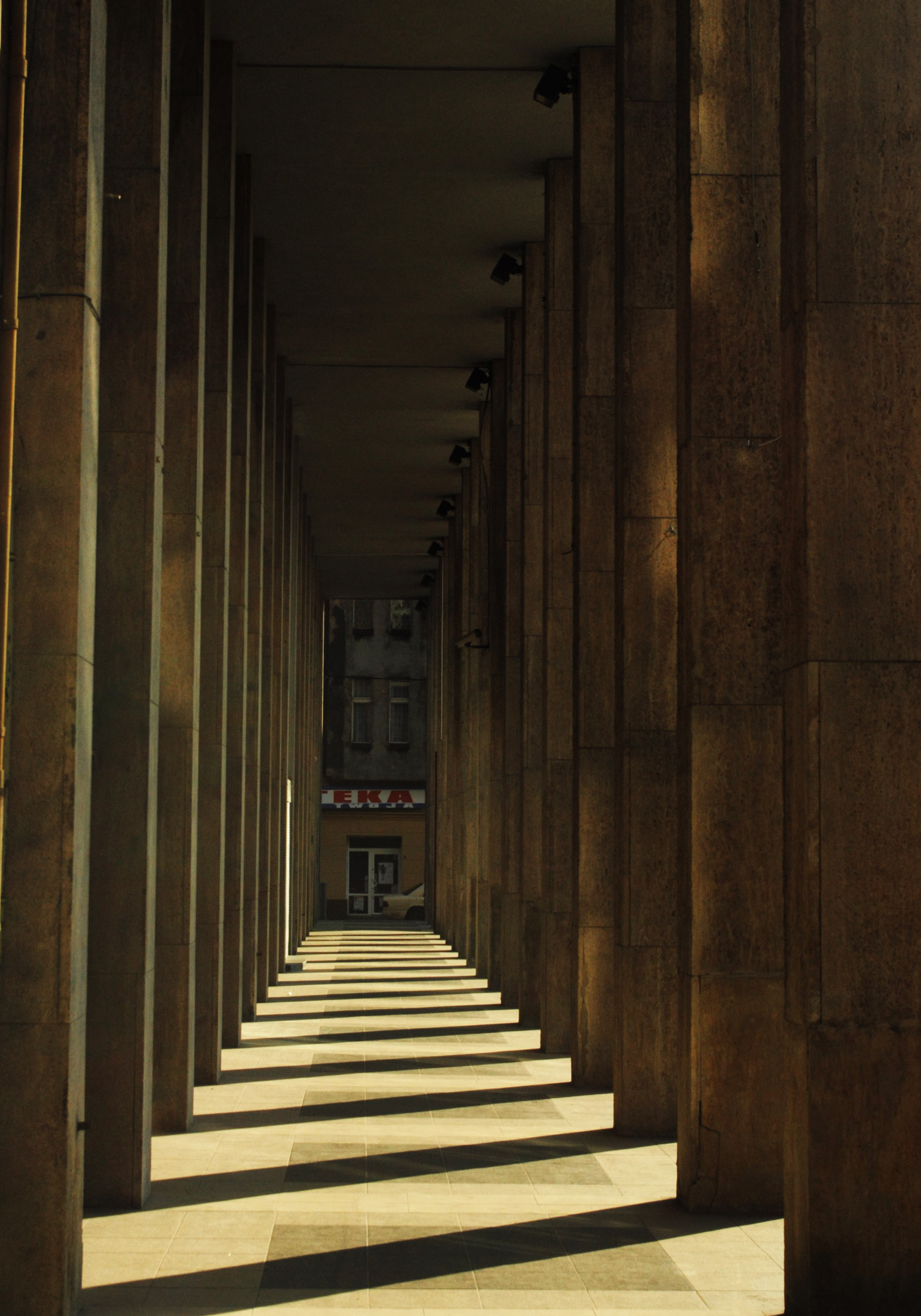
Podcienia (2009)
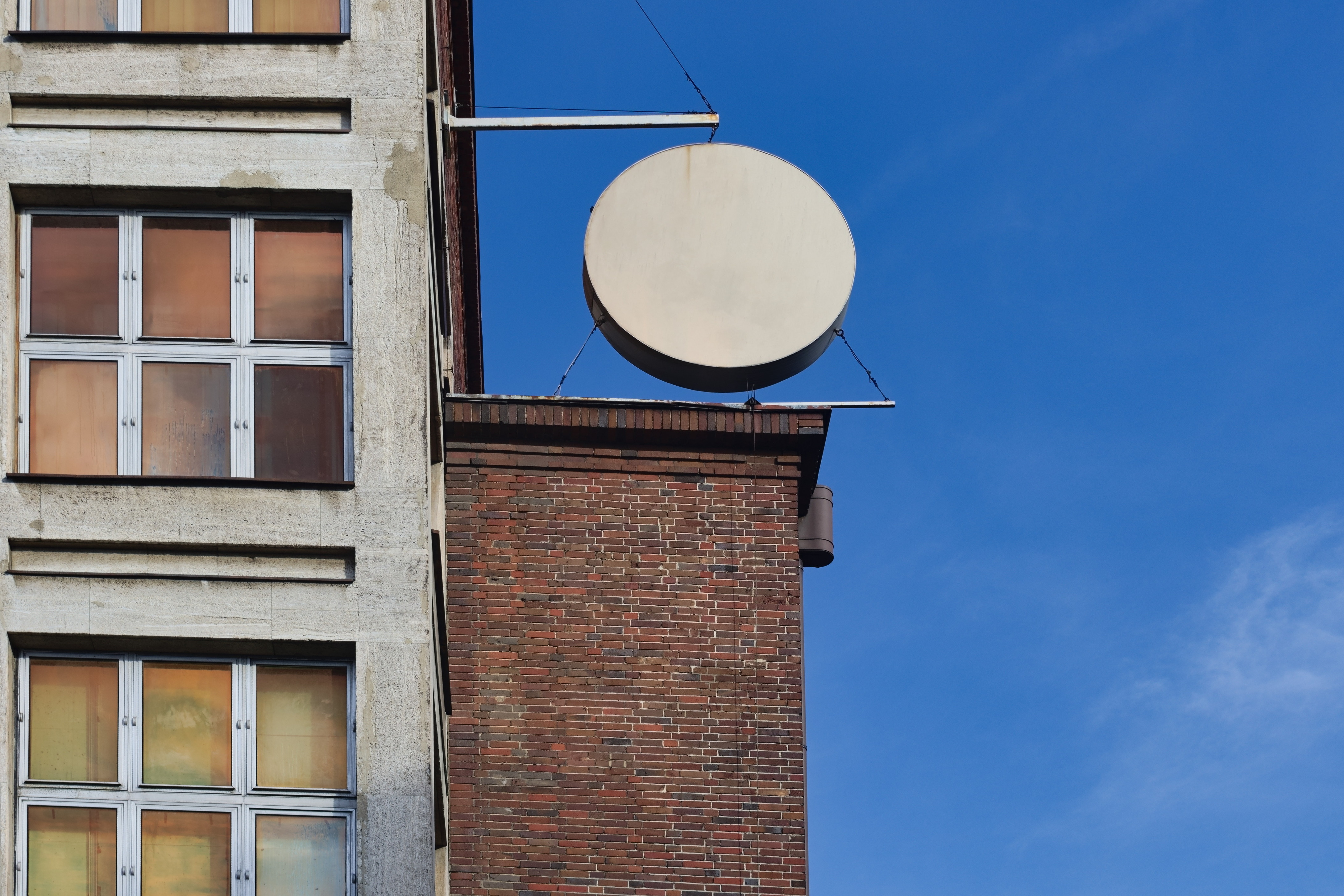
Miejsce, w którym wisiał neon banku (2023)
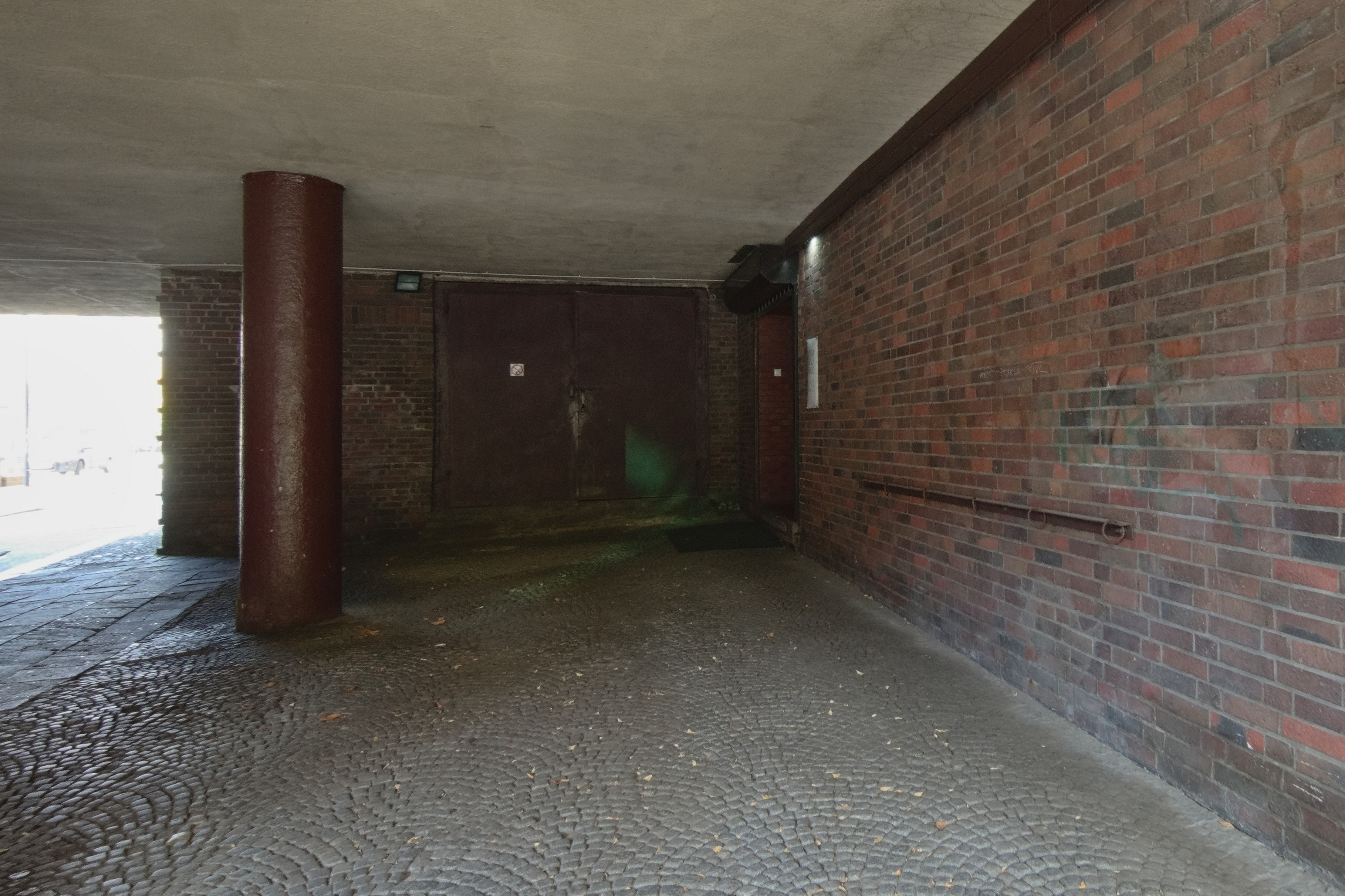
Przejście pod przewiązką, z prawej koniowiąz (2022)
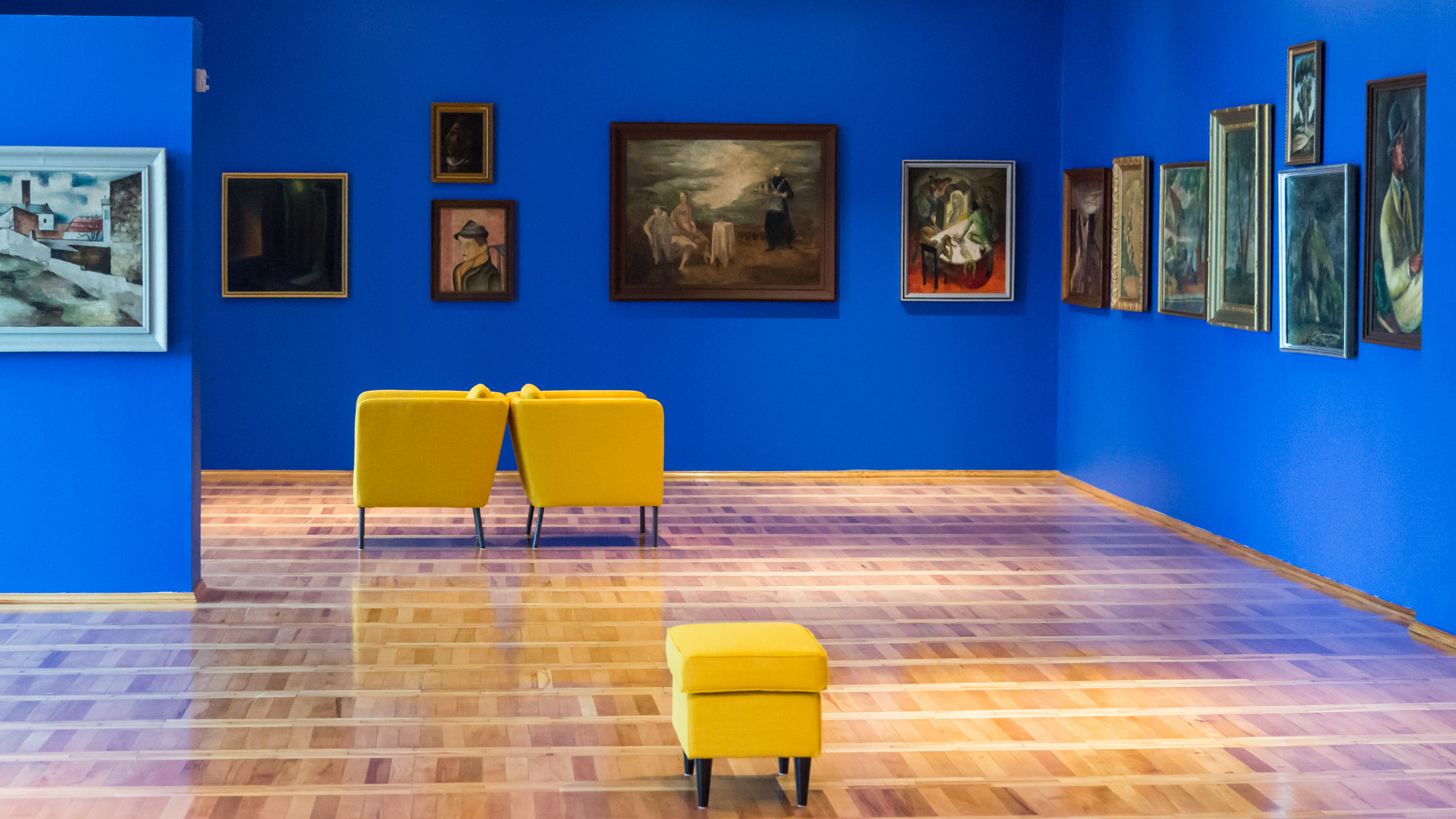
Galeria Malarstwa Polskiego (2017)
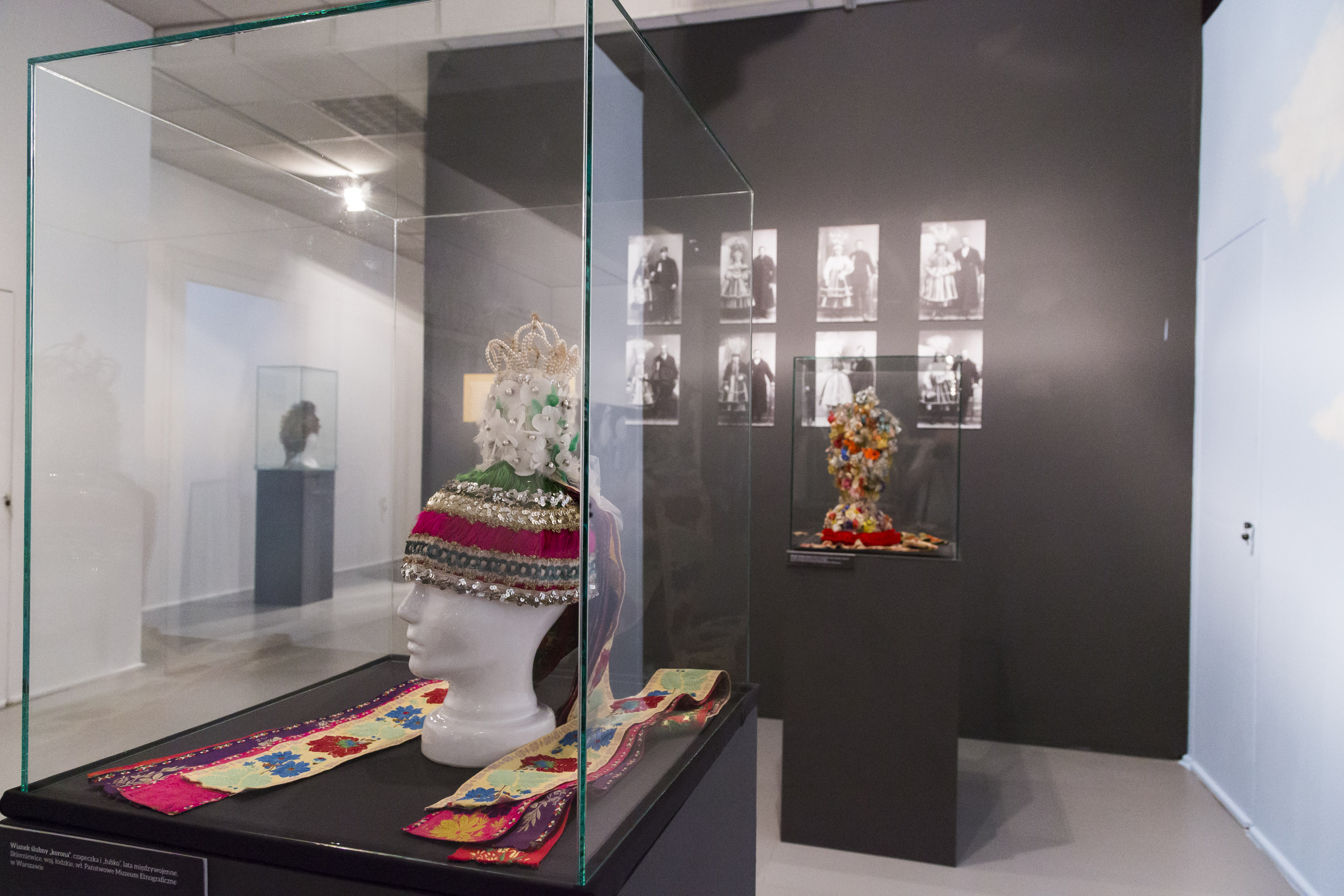
Wystawa czasowa (2017)